# علوم زیست‌محیطی
علوم زیست‌محیطی یا علوم محیطی (به انگلیسی: Environmental science)، دانشی است، میان‌رشته‌ای و برگرفته از شاخه‌هایی مانند فیزیک، زیست‌شناسی، دانش اطلاعات، بوم‌شناسی، شیمی، جانورشناسی، کانی‌شناسی، اقیانوس‌نگاری، لیمنولوژی، علوم خاک، زمین‌شناسی، علوم جوی و ژئودوزی. هدف از ایجاد این رشته، مطالعه محیطی و یافتن راه‌حل‌هایی برای معضلات زیست‌محیطی است. تاریخچه شکل‌گیری علوم محیطی به عصر روشنگری و اختلاط دو شاخه تاریخ طبیعی و پزشکی برمی‌گردد. به هر روی امروزه دامنه فراگیری این رشته بسیار وسعت یافته و دربرگیرنده تمامی پژوهش‌های کمی، بین‌رشته‌ای و جامع مرتبط با سیستم‌های زیست‌محیطی می‌باشد.
مطالعات زیست‌محیطی، علوم اجتماعی بیشتری برای درک روابط انسانی، ادراکات و جهت‌گیری‌های سیاسی محیط زیست را در بر می‌گیرد. مهندسی محیط زیست از هر نظر بر روی طراحی و فناوری جهت بهبود کیفیت محیط تمرکز دارد.
دانشمندان محیط زیست موضوعاتی مانند درک فعل انفعالات زمین، ارزیابی سیستم‌های انرژی جایگزین، کنترل و کاهش آلودگی محیط، مدیریت منابع طبیعی و اثرات تغییرات آب و هوایی جهانی را مطالعه می‌کنند. مسائل زیست‌محیطی تقریباً همیشه شامل تعامل فعل و انفعالات فیزیکی، شیمیایی و بیولوژیکی است. دانشمندان محیط زیست رویکردی سیستماتیک برای تحلیل مشکلات زیست‌محیطی ارائه می‌دهند. کلید توانمندی یک دانشمند محیط زیست مؤثر، عبارت است از توانایی ارتباط فضا و روابط زمانی و همچنین تجزیه و تحلیل کمی پدیده‌های مربوط به آن.
ازآنجا که علوم محیطی دارای زمینه‌های تحقیقاتی علمی و اساسی است، از دهه ۱۹۶۰ و۱۹۷۰، ورود به یک رویکرد تحقیقاتی چند رشته‌ای با پروتکل‌های خاص برای تجزیه و تحلیل و شناخت مشکلات پیچیده مربوط به این علم، مورد نیاز قرار گرفت. با شروع این کار بود که علوم محیطی زنده شد، بطوریکه این تحقیقات برای افزایش آگاهی عمومی جهت رسیدگی به مشکلات زیست‌محیطی به امری ضروری تبدیل گردید. وقایعی که به این تحول شتاب بخشید، عبارت است از: انتشار کتاب برجسته زیست‌محیطی راشل کارسون به نام «بهار خاموش» که درآن عمده موضوعات زیست‌محیطی عمومی شد. همچنین کتاب‌هایی مانند «نشت روغن» در سال ۱۹۶۹ توسط سانتا باربارا، و همچنین رودخانه کیویا هوگا کلیولند، اوهایوو و آتش‌سوزی، به افزایش دید عموم، نسبت به مسائل زیست‌محیطی و ایجاد زمینه‌های جدید مطالعاتی این علم کمک کرد.

## تاریخچه

### تمدن‌های باستانی
تاریخ نشان میدهد که در تمدن‌های باستان به موضوع کشاورزی و منابع طبیعی و مسائل زیست‌محیطی توجه می‌شده‌است به‌طوریکه  آثار آن در آرشیوهای سراسر جهان ثبت شده است همچینین تحقیقات نشان میدهد که با پایان‌ یافتن تمدن‌های باستانی در اردن و اسرائیل به دلیل جنگل‌زدایی در بین‌النهرین یعنی از حدود ۶۰۰۰ سال قبل از میلاد علاقه اولیه به محیط زیست شروع شده است. در سال ۲۷۰۰ قبل از میلاد اولین قانون محدود کننده جنگل‌زدایی در بین‌النهرین ایجاد شد. با آنکه جنگ و بیماری نگرانی اصلی جامعه باستانی بود، اما مسائل زیست‌محیطی نقش مهمی در بقا و قدرت تمدن‌های مختلف داشت.    

### آغاز علم محیط زیست

#### قرن ۱۸
در سال ۱۷۳۵، مفهوم نام علمی دو جمله‌ای توسط کارل لینه به عنوان راهی برای طبقه‌بندی همه موجودات زنده، تحت تأثیر آثار قبلی ارسطو، معرفی شد. متن او، سامانه طبیعت (کتاب)، یکی از اولین نقاط اوج دانش در این خصوص به شمار میرود و ابزاری است برای شناسایی گونه‌های مختلف و تا حدی نحوه کنش و واکنش آنها با محیط زیست‌شان را ارائه میکند.

#### قرن ۱۹
در دهه ۱۸۲۰، دانشمندان در حال مطالعه ویژگی‌های گازها، به خصوص گازهای موجود در جو زمین و برهم‌کنش آنها با دمای خورشید بودند. در اواخر این قرن، مطالعات نشان داد که زمین عصر یخبندان را تجربه کرده است و گرم شدن زمین تا حدی به دلیل گازهای گلخانه‌ای است. اگرچه علم آب و هوا هنوز به عنوان یک موضوع مهم در علوم زیست‌محیطی به دلیل حداقل صنعتی سازی و نرخ پایین‌تر انتشار گازهای گلخانه‌ای در آن زمان شناخته نشده بود، اما اثر گلخانه‌ای بر محیط زیست کشف و معرفی شد.

#### قرن ۲۰
علوم زیست‌محیطی که امروزه شناخته می‌شود در دهه ۱۹۰۰ شکل گرفت. شاخص این قرن با تحقیقات، ادبیات و همکاری‌های بین‌المللی قابل توجه، شناخته میشود. انتقادات مخالفان در اوایل قرن بیستم، اثرات گرمایش جهانی را کم اهمیت معرفی نمود. در این زمان، تعداد کمی از محققان در حال مطالعه خطرهای مربوط به سوخت‌های فسیلی بودند. با این حال پس از مشاهده مشکل دمای ۱.۳ درجه سانتیگراد در اقیانوس اطلس در دهه ۱۹۴۰، دانشمندان مطالعه‌های خود را در مورد اثر گرمای گازهای گلخانه‌ای تجدید کردند (اگرچه که در آن زمان فقط بخار آب و دی اکسید کربن به عنوان گازهای گلخانه‌ای شناخته می‌شدند). 